# Rajon Criuleni
Der Rajon Criuleni ist ein Rajon in der Republik Moldau. Die Rajonshauptstadt ist Criuleni.

## Geographie
Der Rajon liegt im Zentrum des Landes. Er grenzt an das Munizipium Chișinău, an das abtrünnige Gebiet Transnistrien sowie an die Rajons Anenii Noi, Orhei und Strășeni.

## Geschichte
Der Rajon Criuleni besteht seit 2003. Bis Februar 2003 gehörte das Gebiet gemeinsam mit den heutigen Rajons Anenii Noi, Ialoveni und Strășeni zum inzwischen aufgelösten Kreis Chișinău (Județul Chișinău).

## Bevölkerung

### Bevölkerungsentwicklung
1959 lebten im Gebiet des heutigen Rajons 56.982 Einwohner. In den darauf folgenden Jahrzehnten stieg die Zahl der Einwohner kontinuierlich an: von 64.954 im Jahr 1970 über 68.154 im Jahr 1979 bis zu 71.351 im Jahr 1989. Während die Einwohnerzahl ganz Moldaus bis zur nächsten Volkszählung 2004 sank, stieg sie im Rajon Criuleni weiter auf 72.254. 2014 lag sie bei 70.648.

### Volksgruppen
Laut der Volkszählung 2004 stellen die Moldauer mit 92,8 % die anteilsmäßig mit Abstand größte Volksgruppe, während sich landesweit 75,8 % als Moldauer bezeichneten. Kleinere Minderheiten im Rajon Criuleni bilden die Ukrainer mit 3,7 %, die Rumänen mit 1,6 % und die Russen mit 1,4 % sowie die Gagausen und Bulgaren mit jeweils 0,1 %.